# Reparatricen

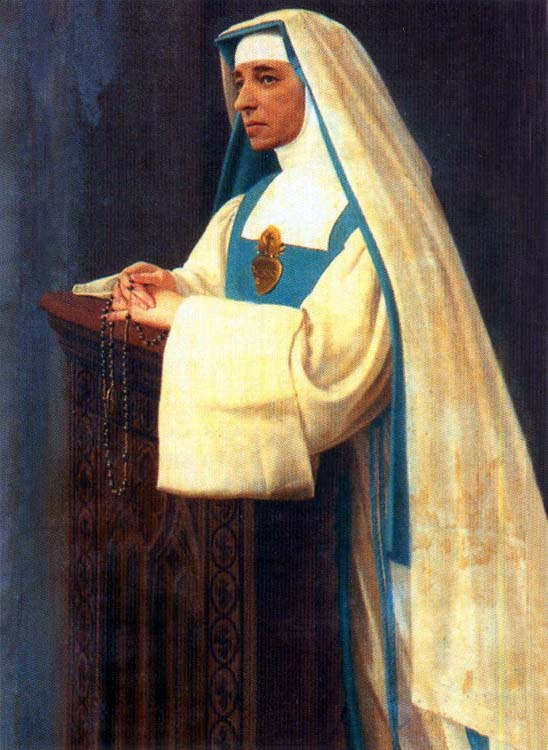
Emilie d'Oultremont in het habijt van de congregatie

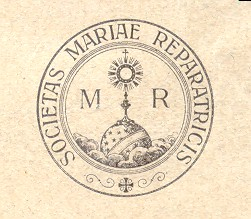
Embleem

De Zusters Reparatricen (ook: Congregatie van Maria Eerherstel) (Fr: Soeurs de Marie-Réparatrice) zijn een rooms-katholieke kloostercongregatie.

## Geschiedenis
De congregatie werd gesticht door Émilie d'Oultremont (1818-1878), dochter van Emile d'Oultremont, afkomstig uit een welgestelde Zuid-Nederlandse familie. Émilie trouwde op 19-jarige leeftijd met baron Victor van der Linden d'Hooghvorst (1813-1847), maar werd nog voor haar dertigste weduwe. Zij zou in 1854, op de dag van de instelling van het dogma der Onbevlekte Ontvangenis van Maria, een visioen hebben gehad waarin ze werd opgeroepen zich aan het religieuze leven te wijden.
Het eerste huis van deze congregatie werd in 1857 gesticht te Straatsburg, met toestemming van de plaatselijke bisschop. De congregatie breidde zich snel uit, zoals in Parijs (1857), Doornik (1863), en Luik (1866). In 1869 werd de congregatie goedgekeurd door het Vaticaan. In 1997 werd de stichteres zalig verklaard door Paus Johannes-Paulus II.
De verering van het Allerheiligste neemt een belangrijke plaats in bij deze congregatie, maar ook missiewerk en ondersteuning van behoeftigen is van groot belang. Het habijt bestaat uit een wit gewaad met daar overheen een blauwe sluier. Op de borst wordt een zilveren hart gedragen dat de woorden bevat: Tota pulchra es Maria (Geheel zuiver zijt gij, Maria).

## Nederland
Ten gevolge van de Franse seculariseringspolitiek vertrokken een aantal zusters in 1904 naar Maastricht, waar ze zich vestigden in het Reparatricenklooster aan de Kapoenstraat. Later richtten zij kloosters in te Eindhoven, Steenderen, Haelen (plaats), Enschede en Venlo. Tegenwoordig (2017) zijn er niet veel zusters meer in Nederland.